# Uhlstädter Heide
Das Naturschutzgebiet Uhlstädter Heide liegt in den Gemeinden Uhlstädt-Kirchhasel und Unterwellenborn im Landkreis Saalfeld-Rudolstadt und in der Gemeinde Krölpa im Saale-Orla-Kreis in Thüringen. Nördlich fließt die Saale und verläuft die B 88, südlich verläuft die B 281.

## Bedeutung
Das 1153,5 ha große Gebiet mit der NSG-Nr. 176 wurde im Jahr 1981 unter Naturschutz gestellt.